# Усть-Карский район
Усть-Карский район — упразднённая административно-территориальная единица в составе Дальневосточного и Восточно-Сибирского краёв, Восточно-Сибирской и Читинской областей, существовавшая в 1926—1959 годах. Административный центр — посёлок Усть-Карск.

## Население
По данным переписи 1939 года в Усть-Карском районе проживало 21 275 чел., в том числе русские — 93,9 %, китайцы — 2,0 %, мордва — 1,3 %, украинцы — 1,1 %.

## История
Усть-Карский район был образован в 1926 году в составе Сретенского округа Дальневосточного края. В 1930 году окружная система была упразднена, одновременно Усть-Карский район был передан из Дальневосточного края в Восточно-Сибирский (в 1936 году преобразован в Восточно-Сибирскую область, а в 1938 — в Читинскую область).
По данным 1940 и 1945 годов район включал 19 сельсоветов (Аркиянский, Ботовский, Будюмканский, Верхне-Карский, Верхне-Куларинский, Горбицинский, Ивановский, Кактолгинский, Кучгайский, Нижне-Карский, Половининский, Старо-Лоншаковский, Урюпинский, Усть-Лубнянский, Усть-Начинский, Усть-Чернинский, Чалабучанский, Черенский и Шилкинско-Заводской) и 2 рабочих посёлка (Усть-Карск и Курлея).
В 1959 году Усть-Карский район был упразднён, а его территория разделена между Газимуро-Заводским, Могочинским и Сретенским районами.